# Orgilus brevipalpis
Orgilus brevipalpis är en stekelart som beskrevs av Taeger 1991. Orgilus brevipalpis ingår i släktet Orgilus och familjen bracksteklar. Inga underarter finns listade i Catalogue of Life.